# イーター電機工業
イーター電機工業株式会社（イーターでんきこうぎょう）は、かつて東京都大田区に本社を置き、スイッチング電源を製造販売していた企業。

## 概要
2008年3月期以降9期連続で純損失を計上し、2015年3月期以降2期連続で債務超過となるなど、厳しい経営状況が続いていた。
2018年12月25日に1回目の不渡りを出し、同日に事業を停止して事後処理を弁護士に一任。同年12月27日に東京地方裁判所から破産手続開始決定を受けた。
イーター電機工業が手掛けていた事業は、2019年1月に破産管財人から福島県本宮市に本社があるアルスへ譲渡された。アルスはイーターブランドを継続使用する他、スイッチング電源事業へ進出した。
イーター電機工業は2020年10月15日に法人格が消滅した。

## 沿革
- 1979年 - イーター電機工業株式会社設立。
- 1996年 - 株式を店頭公開。（現在のジャスダック）
- 2015年 - 2015年3月末時点において債務超過となり、上場廃止猶予期間入り。持分法適用関連会社の山陽電子工業株式会社に対し、債務の株式化による第三者割当増資を実施。
- 2016年 - 2016年3月末時点でも債務超過となり、上場廃止。
- 2018年12月25日 - 事業停止[2][3]。12月27日に東京地方裁判所から破産手続開始決定を受ける[5]。
- 2019年 - 事業を破産管財人からアルスへ譲渡。
- 2020年 - 法人格消滅。

## 不祥事
- 2017年 5月26日 証券取引等監視委員会は同社役員によるインサイダー取引を解明し、課徴金納付命令[7]を行った。